# Śmiertelny pocałunek
Śmiertelny pocałunek (ang. Kiss Me Deadly) – amerykański film kryminalny z 1955 roku w reżyserii Roberta Aldricha. Zdjęcia kręcono w Los Angeles.

## Obsada
- Ralph Meeker – Mike Hammer
- Albert Dekker – doktor G.E. Soberin
- Paul Stewart – Carl Evello
- Juano Hernández – Eddie Yeager
- Wesley Addy – porucznik Pat Chambers
- Cloris Leachman – Christina Bailey
- Jack Elam – Charlie Max
- Fortunio Bonanova – Carmen Trivago
- Robert Cornthwaite – agent FBI

## Wyróżnienia
| Data wpisania | National Film Registry |
| ------------- | --- |
| 1999          | Lista filmów budujących dziedzictwo kulturalne USA utworzona przez National Film Preservation Board i przechowywana w Bibliotece Kongresu Stanów Zjednoczonych |